# Mou ichido kimi ni, propose
Mou ichido kimi ni, propose (もう一度君に、プロポーズ -?), noto anche con il titolo internazionale Will You Marry Me... Again?, è una serie televisiva giapponese del 2012.

## Trama
Haru Miyamoto è davvero innamorato della moglie Kanako, e per lui è un duro colpo quando la donna a causa di una malattia perde tutti i ricordi a lui relativi. L'uomo decide così di riconquistare Kanako una seconda volta.